# Kolarov
Kolarov (bulgariska: Коларов) är ett berg i Bulgarien.   Det ligger i regionen Sofijska oblast, i den västra delen av landet, 70 km sydost om huvudstaden Sofia. Toppen på Kolarov är 2 626 meter över havet, eller 254 meter över den omgivande terrängen. Bredden vid basen är 2,5 km. Kolarov ingår i Rilabergen.
Terrängen runt Kolarov är bergig norrut, men söderut är den kuperad. Närmaste större samhälle är Kostenets, 10,2 km norr om Kolarov. 
I omgivningarna runt Kolarov växer i huvudsak blandskog. Runt Kolarov är det ganska glesbefolkat, med 28 invånare per kvadratkilometer.